# Luis Marquinez
Luis Miguel Marquínez Preciado (Tumaco, 10 de abril de 2003) es un futbolista colombiano que juega como portero en el Atlético Nacional de la Categoría Primera A de Colombia.

## Selección nacional

### Selecciones juveniles
Ha sido convocado a la Selección Colombia Sub-20, en el Mundial Sub-20 Argentina 2023, Colombia llegó hasta cuartos de final donde perdió 1-3 ante Italia.

### Clubes
| Club              | País     | Año           |
| ----------------- | -------- | ------------- |
| Atlético Nacional | Colombia | 2022-presente |

## Estadísticas

### Clubes
| Club                         | Div.          | Temporada     | Liga  | Liga | Liga | Copas | Copas | Copas | Internacional | Internacional | Internacional | Total | Total | Total |
| Club                         | Div.          | Temporada     | Part. | G.R. | V.I. | Part. | G.R.  | V.I.  | Part.         | G.R.          | V.I.          | Part. | G.R.  | V.I.  |
| ---------------------------- | ------------- | ------------- | ----- | ---- | ---- | ----- | ----- | ----- | ------------- | ------------- | ------------- | ----- | ----- | ----- |
| Atlético Nacional · Colombia | 1.a           | 2022          | 3     | 4    | 0    | -     | -     | -     | -             | -             | -             | 3     | 4     | 0     |
| Atlético Nacional · Colombia | 1.a           | 2023          | 0     | 0    | 0    | -     | -     | -     | -             | -             | -             | 0     | 0     | 0     |
| Atlético Nacional · Colombia | 1.a           | 2024          | 9     | 11   | 1    | 2     | 1     | 1     | -             | -             | -             | 11    | 12    | 2     |
| Atlético Nacional · Colombia | 1.a           | 2025          | 3     | 3    | 1    | -     | -     | -     | -             | -             | -             | 3     | 3     | 1     |
| Atlético Nacional · Colombia | Total club    | Total club    | 15    | 18   | 2    | 2     | 1     | 1     | -             | -             | -             | 17    | 19    | 3     |
| Total carrera                | Total carrera | Total carrera | 15    | 19   | 2    | 2     | 1     | 1     | -             | -             | -             | 17    | 19    | 3     |

### Selección
| Selección      | Año            | Amistosos | Amistosos | Amistosos | Mundial | Mundial | Mundial | Continental | Continental | Continental | Total | Total | Total  |
| Selección      | Año            | Part.     | G.R.      | P.Inv.    | Part.   | G.R.    | P.Inv.  | Part.       | G.R.        | P.Inv.      | Part. | G.R.  | P.Inv. |
| -------------- | -------------- | --------- | --------- | --------- | ------- | ------- | ------- | ----------- | ----------- | ----------- | ----- | ----- | ------ |
| Sub-20         | 2022           | 3         | 3         | 1         | —       | —       | —       | 3           | 4           | 2           | 6     | 7     | 3      |
| Sub-20         | 2023           | 2         | 2         | 1         | 5       | 7       | 0       | 9           | 5           | 4           | 16    | 14    | 5      |
| Sub-20         | Total          | 5         | 5         | 2         | 5       | 7       | 0       | 12          | 9           | 6           | 22    | 21    | 8      |
| Sub-23         | 2023           | 1         | 3         | 0         | —       | —       | —       | 2           | 2           | 1           | 3     | 5     | 1      |
| Sub-23         | 2024           | —         | —         | —         | —       | —       | —       | 1           | 2           | 0           | 1     | 2     | 0      |
| Sub-23         | Total          | 1         | 3         | 0         | 0       | 0       | 0       | 3           | 4           | 1           | 4     | 7     | 1      |
| Total Colombia | Total Colombia | 6         | 8         | 2         | 5       | 7       | 0       | 15          | 13          | 7           | 26    | 28    | 9      |

## Palmarés

### Títulos nacionales
| Título                | Club              | Sede     | Año  |
| --------------------- | ----------------- | -------- | ---- |
| Torneo Apertura       | Atlético Nacional | Colombia | 2022 |
| Superliga de Colombia | Atlético Nacional | Colombia | 2023 |
| Copa Colombia         | Atlético Nacional | Colombia | 2023 |
| Copa Colombia         | Atlético Nacional | Colombia | 2024 |
| Torneo Finalización   | Atlético Nacional | Colombia | 2024 |
| Superliga de Colombia | Atlético Nacional | Colombia | 2025 |

### Títulos internacionales
| Título                  | Club             | Sede     | Año  |
| ----------------------- | ---------------- | -------- | ---- |
| Torneo Odesur de Fútbol | Selección Sub-20 | Asunción | 2022 |